# Bandera de Timor Oriental
La bandera nacional de Timor Oriental fue adoptada en 2002 y es la misma que se utilizó en 1975. La bandera de Timor Oriental es un paño de color rojo en el que figuran dos triángulos isósceles con sus bases (de igual tamaño) ocupando el borde más próximo al mástil. Uno de estos triángulos es de color negro y aparece superpuesto sobre otro, de color amarillo, ocupando dos tercios de su altura. En el centro del triángulo negro aparece representada una estrella blanca de cinco puntas.
El color rojo representa la lucha de liberación nacional, el amarillo alude a los vestigios del colonialismo en la historia del país, el negro simboliza al oscurantismo “que debe superarse” y el blanco de la estrella es el color de la paz.
La bandera de Timor Oriental y el significado de sus colores figuran en la Constitución del país.

## Banderas históricas

La bandera nacional de Portugal (la versión actual, aprobada en 1911, está en la foto) fue usada por Timor Oriental como Timor portugués (1702-1975)
Una propuesta de 1965 para la bandera de Timor portugués
Bandera de Timor Oriental como la provincia de Timor Timur, durante la ocupación indonesia (1976-1999)
La bandera de las Naciones Unidas, usada por Timor Oriental bajo la administración de la ONU (1999-2002)

- Datos: Q30768
- Multimedia: National flag of East Timor / Q30768